# Moroto
Moroto egy város Észak-Ugandában, amely a róla elnevezett hegy mellett fekszik.Ez Moroto kerület közigazgatási és kereskedelmi központja.

## Elhelyezkedése
Moroto körülbelül 260 kilométerre fekszik Mbale városától, amely Kelet-Uganda legnagyobb települése. Kampalától pedig 420 kilométerre van, amely kb. 5-6 órányi utazást jelent.

## Népesség
A 2002-es népszámlálás adatai alapján a város lakossága 7 380 fő volt. 2010-ben az Ugandai Statisztikai Hivatal (UBOS) 11 600 fős lakosságot becsült a város népességének. A 2011-es év közepén az UBOS mintegy 12 300 főre becsülte a város lakosságát.